# Stylocellus sumatranus
Stylocellus sumatranus is een hooiwagen uit de familie Stylocellidae. De soort komt voor op Sumatra en werd in 1874 beschreven door John Obadiah Westwood in zijn Thesaurus Entomologicus Oxoniensis.